# 투명 인간 (용어)
투명인간은 다른 사람에게 보이지 않게 된 상태의 인간을 뜻한다.
공상 과학 소설에서 유래된 말로 밝혀졌으며, 네이버 영어 사전에서는 'invisible man' 이라고 나와있다.

## 같이 보기
- 분류:가공의 투명인간